# Kimoto Keisuke
Keisuke Kimoto (sinh ngày 23 tháng 8 năm 1984) là một cầu thủ bóng đá người Nhật Bản.

## Sự nghiệp câu lạc bộ
Keisuke Kimoto đã từng chơi cho Kataller Toyama.